# Todd Haley
Todd Haley (Atlanta, 28 febbraio 1967) è un allenatore di football americano statunitense.

## Carriera professionistica come allenatore
Nel 1996 iniziò la sua carriera NFL con i New York Jets ricoprendo il ruolo di assistente del controllo della qualità, poi nella stagione 1999 divenne l'allenatore dei wide receiver.
Nel 2001 passò ai Chicago Bears con lo stesso impiego fino al 2003.
Nel 2004 passò ai Dallas Cowboys e ricoprì il ruolo di allenatore dei wide receiver e coordinatore dei passaggi fino al 2006.
Nel 2007 passò agli Arizona Cardinals dove ricoprì il ruolo di coordinatore dell'attacco fino al 2008.
Nel 2009 divenne il nuovo capo allenatore dei Kansas City Chiefs. Finì la stagione con il record negativo di 4 vittorie e 12 sconfitte. Nel 2010 portò i Chiefs a dominare la Division West della AFC vincendola con un record di 10 vittorie e 6 sconfitte. Poi ai playoff venne eliminato al Wild Card Game contro i Baltimore Ravens. Nel 2011 dopo una stagione completamente diversa da quella dell'anno prima, con un record negativo di 5 vittorie e 8 sconfitte, il 12 dicembre venne esonerato.
Il 7 febbraio 2012 firmò con i Pittsburgh Steelers come coordinatore dell'attacco. Sei anni dopo, il 17 gennaio 2018, gli Steelers annunciarono che non avrebbero rinnovato il suo contratto.
Cinque giorni dopo, il 22 gennaio 2018, i Cleveland Browns, rivali degli Steelers nella divisione nord della AFC si accordarono con Haley per un contratto come nuovo coordinatore dell'attacco. Tuttavia, pochi mesi dopo, il 29 ottobre 2018, la società decise di licenziarlo a metà della stagione in corso a causa di numerosi diverbi con l'allenatore principale, Hue Jackson, il quale a sua volta venne radiato dal suo incarico. 

## Record come capo-allenatore
| Squadra | Anno   | Stagione regolare | Stagione regolare | Stagione regolare | Stagione regolare | Stagione regolare               | Playoff | Playoff | Playoff                                          |
| Squadra | Anno   | Vinte             | Perse             | Pareggiate        | Posizione         | Risultato                       | Vinte   | Perse   | Risultato                                        |
| ------- | ------ | ----------------- | ----------------- | ----------------- | ----------------- | ------------------------------- | ------- | ------- | ------------------------------------------------ |
| KC      | 2009   | 4                 | 12                | 0                 | 4° AFC West       | no playoff                      | -       | -       | -                                                |
| KC      | 2010   | 10                | 6                 | 0                 | 1° AFC West       | -                               | 0       | 1       | Uscì al Wild Card Game contro i Baltimore Ravens |
| KC      | 2011   | 5                 | 8                 | 0                 | 3° AFC West       | Venne esonerato dopo 13 partite | -       | -       | -                                                |
| Totale  | Totale | 19                | 26                | 0                 | -                 | -                               | 0       | 1       | -                                                |

## Vittorie e premi
- (1) Division AFC West (stagione 2010).